# Aeschi bei Spiez
Aeschi bei Spiez é uma comuna da Suíça, no Cantão Berna, com cerca de 1.964 habitantes. Estende-se por uma área de 30,99 km², de densidade populacional de 63 hab/km². Confina com as seguintes comunas: Krattigen, Lauterbrunnen, Leissigen, Reichenbach im Kandertal, Saxeten, Spiez, Wimmis.
A língua oficial nesta comuna é o Alemão.